# Roque de Salamanca
Roque de Salamanca (Salamanca, ¿? - Salamanca, 25 de enero de 1593) fue un compositor y maestro de capilla español.

## Vida
Es muy poco lo que se conoce sobre este maestro. Se sabe que nació en Salamanca, pero se desconoce en qué fecha. Sobre su formación se sabe que fue mozo del coro de la capilla de música de la Catedral de Salamanca, donde estudió con el maestro Juan de Oviedo. Amplió sus estudios en la Universidad de Salamanca, donde estudió Música los dos primeros años con Juan de Oviedo y uno más con el burgalés Francisco de Salinas. Roque de Salamanca aparece matriculado por primera vez en la Universidad en el curso 1564-65, siendo nombrado durante el curso siguiente como bachiller y en el tercer año universitario, 1566-1567, ya aparece como «capellán del coro».
Durante su etapa como capellán, Salamanca se presentó a las oposiciones al magisterio de la Catedral de Santiago de Compostela, que había quedado vacante tras el fallecimiento de Francisco Logroño en 1571. El cabildo compostelano organizó unas oposiciones para ocupar el cargo al que se presentaron:
- Francisco de Velasco, en ese momento, maestro de la Catedral de Calahorra, pero que no pudo asistir en persona y envió a Jácome de Aguilar, natural de Monzón, para que le representase;
- Pedro de Alba, maestro de la Catedral de Oviedo;
- Roque de Salamanca, capellán de la Catedral de Salamanca;
- Alonso de Tejeda, cantor de la diócesis de Zamora, que acudió en sustitución de su maestro, el enfermo Rodrigo Ordóñez, maestro de capilla de la Catedral de Zamora;
- y un tal Carranza, vecino de Orense.

Se votó el 12 de julio de 1571 y Velasco salió como ganador.
Como se ha mencionado, el maestro Salamanca fue avanzando en la capilla de música de la Catedral de Salamanca, de infante del coro, a capellán, hasta ser nombrado maestro de capilla el 6 de julio de 1574. El cargo había quedado vacante tras la partida del maestro Navarro a la Catedral de Ciudad Rodrigo, debido a diversos enfrentamientos con el cabildo, que culminó con una disputa física con el sochantre y la expulsión. El cargo de maestro de capilla conllevaba en Salamanca el canonicato, por lo que el ascenso social del maestro Salamanca fue considerable.
La actividad de Salamanca como docente en la Universidad comenzó ya en 1564 con sustituciones Juan de Oviedo, cuando todavía era estudiante:

[...] estando leyendo y enseñando y cantando [...] el bachiller pedro rodriguez sostituto del maestro Joan de obiedo maestro de capilla [...] y que ay alguna vez que falta que son pocas le por el bachiller Roque de Salamanca y que oy a faltado esta bez y otras a oydo porque se anda emparejando para con sus discipulos para la musyca que ha de haver la noche de navidad [...]

Cuando falleció Oviedo en 1566, Salamanca todavía no había terminado sus estudios, por lo que no podía sustituir al catedrático y el cargo fue para Francisco de Salinas. El 12 de mayo de 1578, Roque de Salamanca hacía el juramento para recibir el grado de licenciado y el 29 de octubre del mismo año juraba su grado de doctor. En 1587 se jubilaba Salinas en la Universidad de Salamanca, pero mantuvo el cargo de catedrático, mientras Salamanca ejercía como sustituto, sin ostentar la cátedra. Sin embargo, tras el fallecimiento de Salinas en 1590, la cátedra de música de la Universidad de Salamanca fue efectivamente en propiedad para Roque de Salamanca el 14 de febrero de ese mismo año.
El maestro mantuvo ambos cargos hasta su fallecimiento en Salamanca, en enero de 1593. Le sucedió en la cátedra de Música Bernardo Clavijo del Castillo y en el magisterio de la Catedral, Alonso de Tejeda.

## Obra
Solo se ha conservado un composición de Roque de Salamanca, un Lauda Ierusalem Dominum que se conserva en el Monasterio de Nuestra Señora de Guadalupe.